# Skálafjørður
El Skálafjørður és un fiord de l'illa d'Eysturoy, a les illes Fèroe. Amb els seus 13 km de llarg, és el fiord més gran de l'arxipèlag.
S'estén des del sud fins al centre de l'illa. Al seu límit meridional hi ha el cap Raktangi i la localitat de Toftir; en aquest punt s'uneix al Tangafjørður, estret que separa les illes de Streymoy i Eysturoy. El cap del fiord es troba 13 km al nord, on hi ha el poble de Skálabotnur. A la desembocadura la profunditat és de 25-30 m, mentre que a l'interior arriba als 70 m.
La regió del Skálafjørður és una de les més poblades de les Illes Fèroe. En ella hi viuen al voltant de 4.500 persones en un total de 15 localitats. La major aglomeració demogràfica es troba a la riba Oriental i s'estén al llarg de 10 km de costa des de Gotueiði fins a Nes.
Runavík és el principal port que hi ha al fiord; hi poden amarrar vaixells de gran calat, com ara creuers. Degut a la seva excel·lent ubicació, Runavík funciona com a port alternatiu al de Tórshavn quan les condicions atmosfèriques no són gaire favorables. A Skála, a la riba oposada, hi ha les drassanes més grans de les Illes Fèroe.